# Royal Aircraft Factory F.E.2
Royal Aircraft Factory F.E.2 là một loại máy bay hai tầng cánh của Anh, được Quân đoàn Không quân Hoàng gia sử dụng làm máy bay tiêm kích và ném bom trong Chiến tranh thế giới I.

## Quốc gia sử dụng
Úc
*Quân đoàn Không quân Australia
 Anh Quốc
- Quân đoàn Không quân Hoàng gia / Không quân Hoàng gia

 Đài Loan
 Hoa Kỳ
- Lực lượng Viễn chinh Hoa Kỳ

## Tính năng kỹ chiến thuật (F.E.2b)
Dữ liệu lấy từ Warplanes of the First World War: Fighters, Volume Two
Đặc điểm tổng quát
- Kíp lái: 2
- Chiều dài: 32 ft 3 in (9,83 m)
- Sải cánh: 47 ft 9 in (14,55 m)
- Chiều cao: 12 ft 8 in (3,85 m)
- Diện tích cánh: 494 ft² (45,9 m²)
- Trọng lượng rỗng: 2.061 lb (937 kg)
- Trọng lượng có tải: 3.037 lb (1.380 kg)
- Động cơ: 1 × Beardmore kiểu động cơ piston 6 xy-lanh, 160 hp (119 kW)

 Hiệu suất bay 
- Vận tốc cực đại: 80 knots (91,5 mph, 147 km/h)
- Trần bay: 11.000 ft (3.353 m)
- Vận tốc lên cao: 39 phút 44 s lên độ cao 10.000 ft (3.048 m)
- Tải trên cánh: 6,15 lb/ft² (30,1 kg/m²)
- Công suất/trọng lượng: 0,053 hp/lb (86 W/kg)
- Thời gian bay: 3 h

Trang bị vũ khí

- Súng: 

  - 1 - 2x súng máy Lewis.303 in (7,7 mm) cho phi công sau
  - 1 - 2x súng máy Lewis.303 in (7,7 mm) cho phi công chính F.E.2d
- Bom: 517 lb (235 kg) bom